# Mangabei de collar
El mangabei de collar (Cercocebus torquatus) és una espècie de primat catarrí de la família dels cercopitècids que viu en diversos països africans: Camerun, la República del Congo, Costa d'Ivori, Guinea, el Gabon, Ghana, Guinea Equatorial, Libèria, Nigèria, el Senegal i Sierra Leone.
Sense comptar la llarga cua, mesura uns 65 cm de llargada. Pesa fins a 12 kg. El color del pèl és gris a les zones dorsals i blanc a la zona ventral. Té un característic «barret» format per pèl rogenc. Viu a la selva tropical, en grups petits de no més de quinze individus. La seva dieta es basa en vegetals, tot i que també menja insectes, ous i, a vegades, carronya. Aquest animal té un comportament social complex, que inclou una gran varietat d'expressions facials i vocalitzacions diferents.